# Sarcophaga vanuatu
Sarcophaga vanuatu är en tvåvingeart som beskrevs av Thomas Pape 1991. Sarcophaga vanuatu ingår i släktet Sarcophaga och familjen köttflugor. Inga underarter finns listade i Catalogue of Life.